# Бартин
```

```

Бартин (тур. Bartın) — місто на півночі Туреччини. Адміністративний центр ілу Бартин. Населення — 52 470 (2010).